# Malé Jeravné jezero
Malé Jeravné jezero (rusky Малое Еравное озеро), je jezero v Burjatsku v Rusku. Má rozlohu 60,5 km². Náleží ke skupině Jeravninských jezer, která leží na rozvodí řek Vitim a Selenga.

## Vodní režim
Zdrojem vody jsou dešťové srážky tající sníh a led a také podzemní voda. Voda odtéká řekou Choloj do řeky Vitim.

## Historie
Roku 1675 byl na východním břehu jezera ruskými kozáky postaven Jeravninský ostroh kvůli výběru jasaku od místního domorodého obyvatelstva. Do roku 1792 ostroh ztratil význam a na místě zůstalo jen několik domů. Roku 1810 se zbylí obyvatelé přestěhovali k jezeru Ukyr.